# Jack Nitzsche
Bernard Alfred "Jack" Nitzsche, född 22 april 1937 i Chicago, Illinois, död 25 augusti 2000 i Hollywood, Los Angeles, Kalifornien, var en amerikansk producent, arrangör, låtskrivare och musiker. Förutom att ha arbetat med ett stort antal artister blev Nitzsche även känd för att komponera filmmusik.

## Biografi
Nitzsche påbörjade en karriär inom musikbranschen på 1950-talet. Han arbetade senare som arrangör åt Phil Spector under början av 1960-talet, och fick en amerikansk hitsingel med den egna instrumentala kompositionen "The Lonely Surfer" 1963. 1964 skrev han tillsammans med Sonny Bono låten "Needles and Pins" vilken blev en hit för The Searchers. Samma år spelade han klaviatur för första gången med The Rolling Stones, och han skulle komma att medverka på flera inspelningar med gruppen, samt arrangera några av gruppens låtar, till exempel kören i "You Can't Always Get What You Want". 1967 påbörjade han också ett flera år långt samarbete med Neil Young då han producerade låten "Expecting to Fly" för dennes grupp Buffalo Springfield. På 1970-talet producerade han skivor med Willy DeVille och Graham Parker. Tillsammans med Buffy Sainte-Marie skrev han 1982 låten "Up Where We Belong" som ledmotiv för filmen En officer och gentleman, som på Oscarsgalan 1983 vann en Oscar för bästa sång.  Hans låt "The Last Race" användes som intromusik till Quentin Tarantinos film Death Proof.
1998 drabbades Nitzsche, som då redan var märkt av ohälsa, av en stroke. Han återhämtade sig aldrig och avled två år senare.

### Filmografi
- 1973 – Exorcisten
- 1975 – Gökboet
- 1980 – Lockbetet
- 1982 – En officer och gentleman
- 1984 – Starman
- 1985 – Den vilda jakten på juvelen
- 1986 – Stand by Me
- 1988 – Det sjunde tecknet
- 1990 – Kärleksfeber
- 1990 – The Hot Spot
- 1991 – The Indian Runner
- 1995 – Hämnden